# Phobie de type sang-injection-blessure
D'après la classification des troubles mentaux du DSM-IV[réf. nécessaire], la phobie de type sang-injection-accident constitue un sous-type de phobie spécifique. Le terme implique la peur du sang (hématophobie), phobie des blessures et la peur de recevoir une injection (trypanophobie) ou d'autres procédures médicales.